# Isola Hailstorm
L'isola Hailstorm (in inglese Hailstorm Island) è una piccola isola antartica facente parte dell'arcipelago Windmill.
Localizzata ad una latitudine di 66° 13' sud e ad una longitudine di 110°36' est, l'isola si trova tra l'isola Cameron e l'isola Burnett. La zona è stata mappata per la prima volta mediante ricognizione aerea durante l'operazione Highjump e l'operazione Windmill, negli anni 1947-1948.